# Liste der Monuments historiques in Saint-Erblon (Ille-et-Vilaine)
Die Liste der Monuments historiques in Saint-Erblon (Ille-et-Vilaine) führt die Monuments historiques in der französischen Stadt Saint-Erblon auf.

## Liste der Bauwerke
| Bezeichnung    | Beschreibung              | Standort | Kennzeichnung | Schutzstatus | Datum | Bild           |
| -------------- | ------------------------- | -------- | ------------- | ------------ | ----- | -------------- |
| Friedhofskreuz | Erbaut im 16. Jahrhundert | (Lage)   | PA00090777    | Inscrit      | 1946  | weitere Bilder |

## Liste der Objekte
- Monuments historiques (Objekte) in Saint-Erblon (Ille-et-Vilaine) in der Base Palissy des französischen Kultusministeriums